# Prats de Bacies
Els Prats de Bacies (dit també Prat de Bacies, Pla de Bacies, Plans de Bacies o Pla de la Bòfia) és un gran altiplà que es troba al massís del Port del Comte entre el Puig de les Morreres (al sud) i el refugi de la Bòfia (al nord), entre els 2.000 i els 2.150 m d'altitud. Pertany als termes municipals de la Coma i la Pedra i d'Odèn (Solsonès). Forma el sector més elevat de la riera de Canalda.